# Alligator Peak
Der Alligator Peak ist ein markanter Berggipfel in der antarktischen Ross Dependency. Er ragt im Gebirgskamm Alligator Ridge der Boomerang Range im Transantarktischen Gebirge auf.
Die neuseeländische Mannschaft der Commonwealth Trans-Antarctic Expedition (1955–1958) benannte ihn in Anlehnung an die Benennung der Alligator Ridge.